# Paul et Françoise
Pour les articles homonymes, voir Paolo et Francesca (homonymie).
Pour plus de détails, voir Fiche technique et Distribution.
Paul et Françoise (Paolo e Francesca) est un film dramatique italien de Gianni Vernuccio sorti en 1971.
Le film s'inspire de la Divine Comédie  (1304-1307) de Dante et des personnages de Paolo et Francesca qui ont donné son titre au film.

## Synopsis
Jean et Paul Malatesta sont deux jeunes orphelins qui doivent assurer la subsistance du foyer. Le premier est grognon et introverti, tandis que Paul est joyeux et insouciant. Lorsque Jean épouse Françoise Podesti, elle l'empêche de revoir ses anciens amis. Pendant leur séjour au château, Paul a la chance de rencontrer et de parler à Françoise, qui a le coup de foudre pour lui. Ensuite, Paul décide d'organiser une fête entre vieux amis et invite également Jean et Françoise. Lorsque Jean découvre l'amour secret de son frère et de sa femme, il les tue dans une crise de jalousie. Ils seront retrouvés par Dante en enfer. 

## Fiche technique
- Titre original italien : Paolo e Francesca[1]
- Titre français : Paul et Françoise[2]
- Réalisateur : Gianni Vernuccio
- Scénario : Romano Ferrara
- Photographie : Gianni Vernuccio
- Montage : Gianni Vernuccio
- Musique : Bruno Nicolai
- Décors :	Giorgio De Dauli
- Costumes : Giorgio De Dauli
- Production : Oscar Righini
- Sociétés de production : Caboto Pictures
- Pays de production :  Italie
- Langue originale : italien
- Format : Couleur - Son mono - 35 mm
- Durée : 91 minutes
- Genre : Drame historique, biographie
- Dates de sortie :
  - Italie : 2 novembre 1971
  - France : 8 août 1974[2]

## Distribution
- Gérard Blain : Jean Malatrasi (Giovanni Malatrasi en VO)
- Samy Pavel : Paul Malatrasi (Paolo Malatrasi en VO)
- Theo Colli : Bruno
- Ben Salvador : Guido Podesti
- Francesca Righini : Françoise Podesti (Francesca Podesti en VO)
- Luigi Pierdominici
- Nico Balducci
- Miriam Crotti
- Elsa Boni
- Ivana Novak
- Gabriella Lepori